# Marilyn King
Marilyn King (ur. 11 maja 1931 w Glendale, zm. 7 sierpnia 2013 w Laguna Niguel) – amerykańska piosenkarka, jedna z sióstr grupy The King Sisters.